# Kjellerup
Kjellerup 2022. január elsején 5064 lakosú dán város 17 km-re északra Silkeborgtól és 20 km-re délre Viborgtól Közép-Jyllandban.
A város az egykori Kjellerup önkormányzat székhelye volt.

## Híres emberek
- Ditlev Trappo Saugmand Bjerregaard (1852 Højbjerg-1916 Kjellerup) üzletember, tradicionális zenész és hagyományos tánczene zeneszerzője, egy zenebolt tulajdonosa Kjellerupban.
- Søren Malling (született 1964) dán színész, Kjellerupban nevelkedett és él most is [2]
- Henrik Vibskov (1972-ben született Kjellerupban) dán divattervező
- Henrik Pedersen (született 1975-ben Kjellerupban) visszavonult dán labdarúgó, 3-szoros dán válogatott
- Svend-Allan Sørensen (született 1975) figurás madarak konceptuális művésze
- Thomas Holm (született 1978) énekes-dalszerző, Kjellerupban született és nőtt fel